# Horst Lenz
Horst Lenz (* 21. September 1913 in Görlitz; † 12. März 1985 in Weißenburg in Bayern) war ein deutscher, parteiloser Kommunalpolitiker. Von 1960 bis 1972 war Lenz Oberbürgermeister der bis zur Gebietsreform in Bayern 1972 kreisfreien Stadt Weißenburg.

## Leben
Lenz kam ursprünglich aus Sachsen und kam später nach Bayern. Er promovierte 1953 in Weihenstephan. Er war von Beruf Wirtschaftsprüfer.
1960 gewann er als parteiloser Kandidat mit Unterstützung der CSU, der FDP und des Unabhängigen Blocks die Wahl zum Oberbürgermeister von Weißenburg in Bayern. Er setzte sich dabei gegen den amtierenden Bürgermeister Ludwig Thumshirn von der SPD durch, der im Wahlkampf mit Blick auf die Herkunft von Lenz unter anderem geäußert hatte: „Soll die fränkische freie Stadt Weißenburg zum 600-jährigen Jubiläum ihrer Freiheit an der Spitze der Stadtverwaltung nur noch von Preußen und Sachsen regiert werden?“ Er wurde 1966 wiedergewählt und behielt sein Amt bis 1972, als er nicht mehr für das Oberbürgermeisteramt kandidierte. Sein Nachfolger wurde Günter W. Zwanzig.
Lenz verstarb 1985 im Alter von 71 Jahren. Nach seinem Tode wurde in Weißenburg die Dr.-Horst-Lenz-Straße nach ihm benannt.